# 源通宗
源 通宗（みなもと の みちむね）は、平安時代末期から鎌倉時代初期にかけての公卿。村上源氏久我流、内大臣・源通親の長男。官位は正四位下・参議、贈従一位、左大臣。後嵯峨天皇の外祖父。

## 経歴
安元2年（1176年）従五位下に叙爵。侍従を経て、治承5年（1181年）従五位上、寿永2年12月（1184年2月）正五位下、文治4年（1188年）従四位下・左近衛少将、建久元年（1190年）従四位上、建久2年（1191年）正四位下・左近衛中将と後白河院政期末にかけて順調に昇進する。
その後、建久8年（1197年）に蔵人頭に任ぜられる。翌建久9年（1198年）正月に土御門天皇が即位すると、引き続き新帝の元で蔵人頭を務めると共に後鳥羽上皇の院別当を兼ね、同月末には参議に任ぜられ公卿に列すが、同年5月6日卒去。享年31。最終官位は参議正四位下兼行左近衛中将。
死後、娘・通子が土御門天皇の典侍となり、三男二女を産む。通子の死後さらに20年以上のちの仁治3年（1242年）に、土御門天皇と通子との間の末子・邦仁王が即位（後嵯峨天皇）したため、外祖父として通宗に従一位・左大臣の官位が追贈された。

## 系譜
- 父：源通親
- 母：藤原忠雅の娘
- 妻：家女房
  - 男子：源師信 - 陸奥守?
- 妻：藤原親信の娘
- 妻：藤原親信の娘
- 生母不明の子女
  - 男子：源通成 - 室は宇都宮頼綱娘?
  - 男子：親宝
  - 女子：源通子 - 贈皇太后、土御門天皇典侍、後嵯峨天皇の生母